# Mușenița
Mușenița es una comuna ubicada en el distrito de Suceava, Rumania.

## Superficie
Posee una superficie de 39,01 kilómetros cuadrados.

## Demografía
Hasta 2021 la población era de 1442 habitantes, con una densidad de población de 36,96 habitantes por kilómetro cuadrado.